# Internationales Werner-Seelenbinder-Gedenkturnier 1975
Das Internationale Werner-Seelenbinder-Gedenkturnier 1975 fand vom 18. bis zum 19. Oktober 1975 im Haus der Körperkultur in Karl-Marx-Stadt statt. Es war die dritte Auflage dieser internationalen Meisterschaften der DDR im Badminton.

## Medaillengewinner
| Disziplin    | Gold                                                                        | Silber                                                                        | Bronze                                                                                |
| ------------ | --------------------------------------------------------------------------- | ----------------------------------------------------------------------------- | ------------------------------------------------------------------------------------- |
| Herreneinzel | Edgar Michalowski (Einheit Greifswald)                                      | Erfried Michalowsky (Einheit Greifswald)                                      | Roland Riese (Fortschritt Tröbitz)                                                    |
| Herreneinzel | Edgar Michalowski (Einheit Greifswald)                                      | Erfried Michalowsky (Einheit Greifswald)                                      | Miroslav Kokojan (ČSSR)                                                               |
| Dameneinzel  | Monika Cassens (SG Gittersee)                                               | Christel Sommer (HSG DHfK Leipzig)                                            | Astrit Schreiber (Aktivist Niederwürschnitz)                                          |
| Dameneinzel  | Monika Cassens (SG Gittersee)                                               | Christel Sommer (HSG DHfK Leipzig)                                            | Alena Poboráková (ČSSR)                                                               |
| Herrendoppel | Edgar Michalowski / Roland Riese (Einheit Greifswald / Fortschritt Tröbitz) | Ladislav Šrámek / Miroslav Kokojan (ČSSR)                                     | Frank-Thomas Seyfarth / Hans-Joachim Figger (Lok Gera / Lok Kirchmöser)               |
| Herrendoppel | Edgar Michalowski / Roland Riese (Einheit Greifswald / Fortschritt Tröbitz) | Ladislav Šrámek / Miroslav Kokojan (ČSSR)                                     | Erfried Michalowsky / Joachim Schimpke (Einheit Greifswald / Fortschritt Tröbitz)     |
| Damendoppel  | Monika Cassens / Christel Sommer (SG Gittersee / HSG DHfK Leipzig)          | Alena Poboráková / Taťána Pravdová (ČSSR)                                     | Christine Zierath / Astrit Schreiber (Einheit Greifswald / Aktivist Niederwürschnitz) |
| Damendoppel  | Monika Cassens / Christel Sommer (SG Gittersee / HSG DHfK Leipzig)          | Alena Poboráková / Taťána Pravdová (ČSSR)                                     | Ilona Michalowsky / Rena Scheithauer (Einheit Greifswald / Einheit Dorfchemnitz)      |
| Mixed        | Edgar Michalowski / Monika Cassens (Einheit Greifswald / SG Gittersee)      | Erfried Michalowsky / Christel Sommer (Einheit Greifswald / HSG DHfK Leipzig) | Petr Lacina / Taťána Pravdová (ČSSR)                                                  |
| Mixed        | Edgar Michalowski / Monika Cassens (Einheit Greifswald / SG Gittersee)      | Erfried Michalowsky / Christel Sommer (Einheit Greifswald / HSG DHfK Leipzig) | Ladislav Šrámek / Alena Poboráková (ČSSR)                                             |